# Josep Carreras i Torrents
Josep Carreras i Torrens (Sant Llorenç d'Hortons, Alt Penedès, 1934) va ser un polític català.
Carreras i Torrens, fou un polític hortonenc, pertanyent al partit Democràcia i Progrés, que es va convertir en el primer alcalde de la democràcia de l'Ajuntament de Sant Llorenç d'Hortons, càrrec que va ocupar durant tretze anys, entre 1979 i 1992. El seu pare ja havia estat regidor de l'Ajuntament hortonenc. Considerat de caràcter pactista i dialogant s'ocupà de resoldre diversos problemes de la vila, entre els quals destaca la polèmica entre defensors i detractors de la instal·lació del càmping "El Pi gros" a uns terrenys al terme de Sant Joan Samora (municipi que administrativament depèn de Sant Llorenç d'Hortons).